# Ngembat
Ngembat is een bestuurslaag in het regentschap Mojokerto van de provincie Oost-Java, Indonesië. Ngembat telt 1215 inwoners (volkstelling 2010).